# Atlètic Terrassa Hockey Club
L'Atlètic Terrassa Hockey Club és un club esportiu històric de la ciutat de Terrassa. Fundat com a club d'hoquei sobre herba, actualment disposa de moltes seccions esportives: tennis, pàdel, frontó, bàsquet, esquaix, natació, gimnàstica, hípica i motor (actualment vehicles i motocicletes clàssiques). El 1998 tenia prop de 6.000 de socis.

## Seccions esportives[calcitació]
Entre parèntesis la data de creació de la secció:
- Hoquei masculí (1952)
- Hoquei femení (1969)
- L'Escuderia Motor Atlètic Terrassa Hockey Club (MATHC) és la secció de motor clàssic de l'Atlètic Terrassa i fou fundada l'any 1969.[2][3] La MATHC organitza tres proves anuals: el Ral·li de Motos Històriques, la Pujada a la Mata amb vehicles clàssics i la MATHC Rider.[4][5] També participa en les jornades de la Fira Modernista de Terrassa.[6]
- Manteniment Físic (1981)
- Centre d'Iniciació Esportiva (1982)
- Club d'Infants (1991)
- Campus d'Estiu (1992)
- Club Salut (1996)
- Esports per a Minusvàlids (1997)

## Equips filials
- Vallès Esportiu (1966)[7]
- Can Salas (1975)[7]
- Atlètic 1952 (1952)[7]
- Rusc H.C. (1996)

## Història[calcitació]

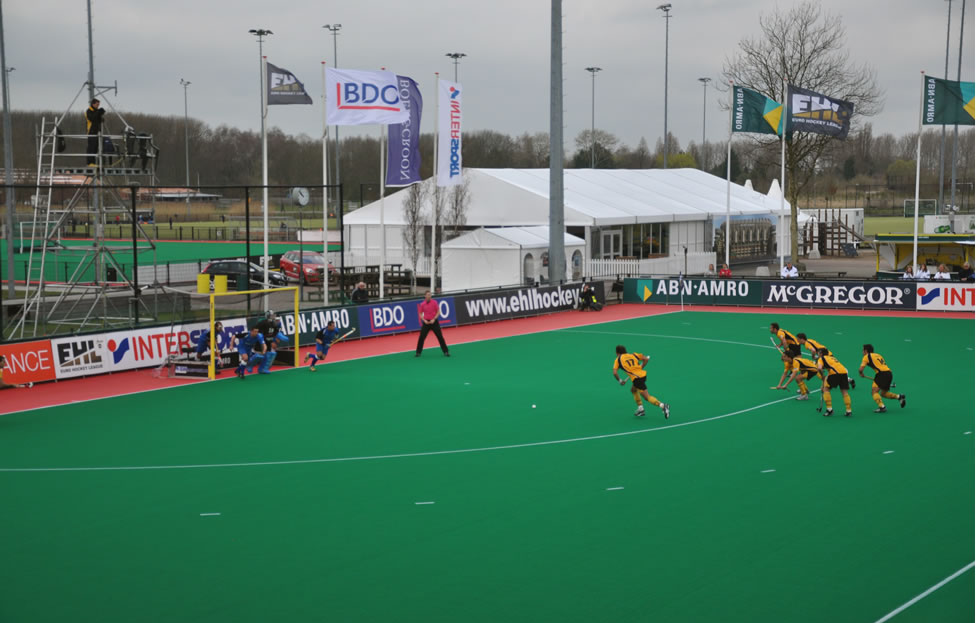
Partit Atlètic Terrassa - Grunwald Poznan el 2010.

L'Atlètic Terrassa HC es va fundar l'1 d'agost de 1952 per un grup de setze joves del Centre Social Catòlic de Terrassa. El club nasqué després de la dissolució de l'Educación y Descanso. D'aquesta manera es van poder crear els dos primers equips que participaren en els Campionats de Catalunya de Primera i Segona Categoria. Fou el primer president el senyor Oriol Freixa i Vancells.
El primer triomf arribà el 1954 guanyant el trofeu internacional Pere Amat.
Però la situació econòmica de l'entitat no era bona. El 1957-58 es tanca el local al carrer Vall i es trasllada a un espai cedit pel Centre Social Catòlic. El 1960 aconsegueix una nova seu social de nou al carrer Vall. La temporada 1960-61, l'Atlètic guanya els primers títols oficials, el Campionat de Catalunya infantil i juvenil i el 1965-66, amb el tècnic hindú Vinicio Carvalho, el Campionat d'Espanya juvenil.
El 1964 el club inaugurà el seu primer terreny propi al Torrent d'en Pere Parres.
Dos anys més tard crea una secció d'atletisme i més tard el tennis i el frontó. El club es decidí a adquirir una nova zona poliesportiva per totes les seccions. Així, l'any 1969 s'inaugurà la nova seu a Can Salas. La secció d'hoquei femení aparegué l'any 1970. Comença una època d'expansió del club.
L'any 1972 a Múnic, Jaume Arbós es converteix en el primer olímpic del club. Ja als vuitanta, arriben els títols séniors, el primer Campionat de Catalunya (1980-81), la primera Lliga (1983), però per damunt de tots, les Copes d'Europa (1985 a Frankentaal (Alemanya) i 1998 a Terrassa) i les Recopes d'Europa (1994, 2000) o la Copa d'Europa de Sala (1999).

## Presidents[calcitació]
- Josep Oriol Freixa i Vancells (1952-1954)
- Josep Marqués i Izard (1954-1990)
- Santiago Morera i Garcia (1990)
- Joan Galí i Barceló (1990-1998)
- Miquel Corbera i Perearnau (1998-2006)
- Josep Maria Biosca i Bertran (2006-?)

## Palmarès[calcitació]

### Hoquei herba masculí
- Copa d'Europa: 2 (1984-85, 1997-98)[8]
- Recopa d'Europa: 2 (1993-94, 1999-00)
- Recopa d'Europa B: 1 (2001-02)
- Campionat de Catalunya: 19 (1979-80, 1982-83, 1984-85, 1985-86, 1986-87, 1987-88, 1988-89, 1989-90, 1990-91, 1992-93, 1994-95, 1995-96, 1996-97, 2002-03, 2003-04, 2004-05, 2005-06, 2009-10, 2010-11)
- Copa d'Espanya: 15 (1983-84, 1984-85, 1985-86, 1986-87, 1987-88, 1989-90, 1990-91, 1991-92, 1993-94, 1994-95, 1996-97, 2000-01, 2001-02, 2005-06, 2009-10, 2014-15)
- Lliga d'Espanya: 22 (1982-83, 1983-84, 1984-85, 1985-86, 1986-87, 1987-88, 1988-89, 1989-90, 1990-91, 1993-94, 1994-95, 1996-97, 2003-04, 2004-05, 2005-06, 2006-07, 2008-09, 2009-10, 2010-11, 2011-12, 2016-17, 2021-2022)

### Hoquei herba femení
- Campionat de Catalunya: (1987-88, 2006-07, 2008-09)